# Jean-François Richet
Jean-François Richet (* 2. Juli 1966 in Paris, Frankreich) ist ein französischer Filmregisseur und Drehbuchautor.

## Leben
Jean-François Richet wuchs in einfachen Verhältnissen in Meaux bei Paris auf und arbeitete mehrere Jahre in einer Fabrik, bevor er zum Film kam. Beeinflusst wurde er durch die großen russischen Regisseure Dziga Vertov und Sergei Eisenstein.
Sein erster Film État des lieux (1995) wurde auf mehreren Festivals nominiert unter anderem für den César für das beste Erstlingswerk.
Hintergrund seines nächsten Filmes Brennender Asphalt (1997) war das Leben von Straßengangs in den Vororten von Paris, wo eigene Erfahrungen seines Lebens in den Vororten Paris einflossen.
Nach drei französischen Filmen, wagte er den Sprung nach Amerika und drehte 2005 ein Remake des John-Carpenter-Films Assault on Precinct 13 (1976).
2008 drehte er mit Public Enemy No. 1 – Mordinstinkt (Mesrine: L’instinct de mort) und Public Enemy No. 1 – Todestrieb (Mesrine: L’Ennemi public n°1) die zweiteilig angelegte Geschichte des skrupellosen Ex-Soldaten Mesrine, der vom Algerienkrieg zurückkehrend, eine beispiellose Gangsterkarriere startet.  Für beide Filme gewannen er und Vincent Cassel, der Hauptdarsteller mehrere Filmpreise.

## Filmografie
- 1995: État des lieux, (Inner City)
- 1997: Brennender Asphalt, (Ma 6-T va crack-er)
- 2001: De l’amour, (All about love)[5]
- 2005: Das Ende – Assault on Precinct 13
- 2008: Public Enemy No. 1 – Mordinstinkt, (Mesrine: L’instinct de mort)
- 2008: Public Enemy No. 1 – Todestrieb, (Mesrine: L’Ennemi public n°1)
- 2015: Der Vater meiner besten Freundin (Un moment d’égarement)
- 2016: Blood Father
- 2018: Vidocq – Herrscher der Unterwelt (L'Empereur de Paris)
- 2023: Plane

## Auszeichnungen
- 1995: Gewinner des Prix Tournage für État des lieux
- 1996: Nominierung für den César (bestes Erstlingswerk) für État des lieux
- 2001: Nominierung für die Goldene Pyramide des Cairo International Film Festival für De l'amour
- 2008: Nominierung auf dem Tokyo International Film Festival für Public Enemy No. 1 – Mordinstinkt und Public Enemy No. 1 – Todestrieb
- 2009: Nominierung auf dem Sannio FilmFest (bestes Bild) für Public Enemy No. 1 – Mordinstinkt und Public Enemy No. 1 – Todestrieb
- 2009: Gewinner des César (bester Regisseur) für Public Enemy No. 1 – Mordinstinkt und Public Enemy No. 1 – Todestrieb